# Рансомвілл (Нью-Йорк)
Рансомвілл (англ. Ransomville) — переписна місцевість (CDP) в США, в окрузі Ніагара штату Нью-Йорк. Населення — 1316 осіб (2020).

## Географія
Рансомвілл розташований за координатами 43°14′20″ пн. ш. 78°54′41″ зх. д. / 43.23889° пн. ш. 78.91139° зх. д. (43.238847, -78.911378).  За даними Бюро перепису населення США в 2010 році переписна місцевість мала площу 16,17 км², уся площа — суходіл.

## Демографія
Згідно з переписом 2010 року, у переписній місцевості мешкало 1419 осіб у 575 домогосподарствах у складі 381 родини. Густота населення становила 88 осіб/км².  Було 606 помешкань (37/км²).
Расовий склад населення:
| - 96,1 % — білих - 1,1 % — чорних або афроамериканців - 0,8 % — корінних американців - 0,2 % — азіатів |

До двох чи більше рас належало 1,0 %. Частка іспаномовних становила 1,8 % від усіх жителів.
За віковим діапазоном населення розподілялося таким чином: 23,3 % — особи молодші 18 років, 61,1 % — особи у віці 18—64 років, 15,6 % — особи у віці 65 років та старші. Медіана віку мешканця становила 42,2 року. На 100 осіб жіночої статі у переписній місцевості припадало 103,3 чоловіків;  на 100 жінок у віці від 18 років та старших — 103,0 чоловіків також старших 18 років.
Середній дохід на одне домашнє господарство  становив 78 762 долари США (медіана — 69 875), а середній дохід на одну сім'ю — 83 457 доларів (медіана — 69 875). Медіана доходів становила 66 607 доларів для чоловіків та 34 797 доларів для жінок. За межею бідності перебувало 12,8 % осіб, у тому числі 35,1 % дітей у віці до 18 років та 0,0 % осіб у віці 65 років та старших.
Цивільне працевлаштоване населення становило 922 особи. Основні галузі зайнятості: освіта, охорона здоров'я та соціальна допомога — 30,7 %, виробництво — 20,1 %, науковці, спеціалісти, менеджери — 13,8 %, будівництво — 13,2 %.